# Rhodesiella stipula
Rhodesiella stipula är en tvåvingeart som först beskrevs av Seguy 1957.  Rhodesiella stipula ingår i släktet Rhodesiella och familjen fritflugor. Inga underarter finns listade i Catalogue of Life.